# Francisco de Haro
Francisco de Haro (Compostela, 1792-28 de noviembre de 1849) fue un político, soldado y ranchero mexicano-estadounidense, que sirvió como 1.º y 5.º Alcalde de San Francisco (inicialmente conocido como Yerba Buena). En particular, encargó el primer estudio territorial de San Francisco a Jean Jacques Vioget en 1839.

## Biografía
Nació en Compostela, Nueva España (actual México). Llegó al Presidio de San Francisco como soldado en 1819. De Haro se convirtió en el primer alcalde del pueblo de Yerba Buena en 1834.
Jugó un papel decisivo en la planificación del trazado de calles de la ciudad junto con el inglés William A. Richardson en 1835. En 1837, compró el Rancho Laguna de la Merced, que incluía el lago Merced y partes del norte del condado de San Mateo, al concesionario José Antonio Galindo. Posteriormente en 1838, el alcalde de Haro emitió una orden de arresto contra José Antonio Galindo por el asesinato de José Doroteo Peralta (1810-1838). De Haro volvió a ser el quinto alcalde de 1838 a 1839. Encargó el primer estudio del asentamiento a Jean Jacques Vioget en 1839.

### Vida personal

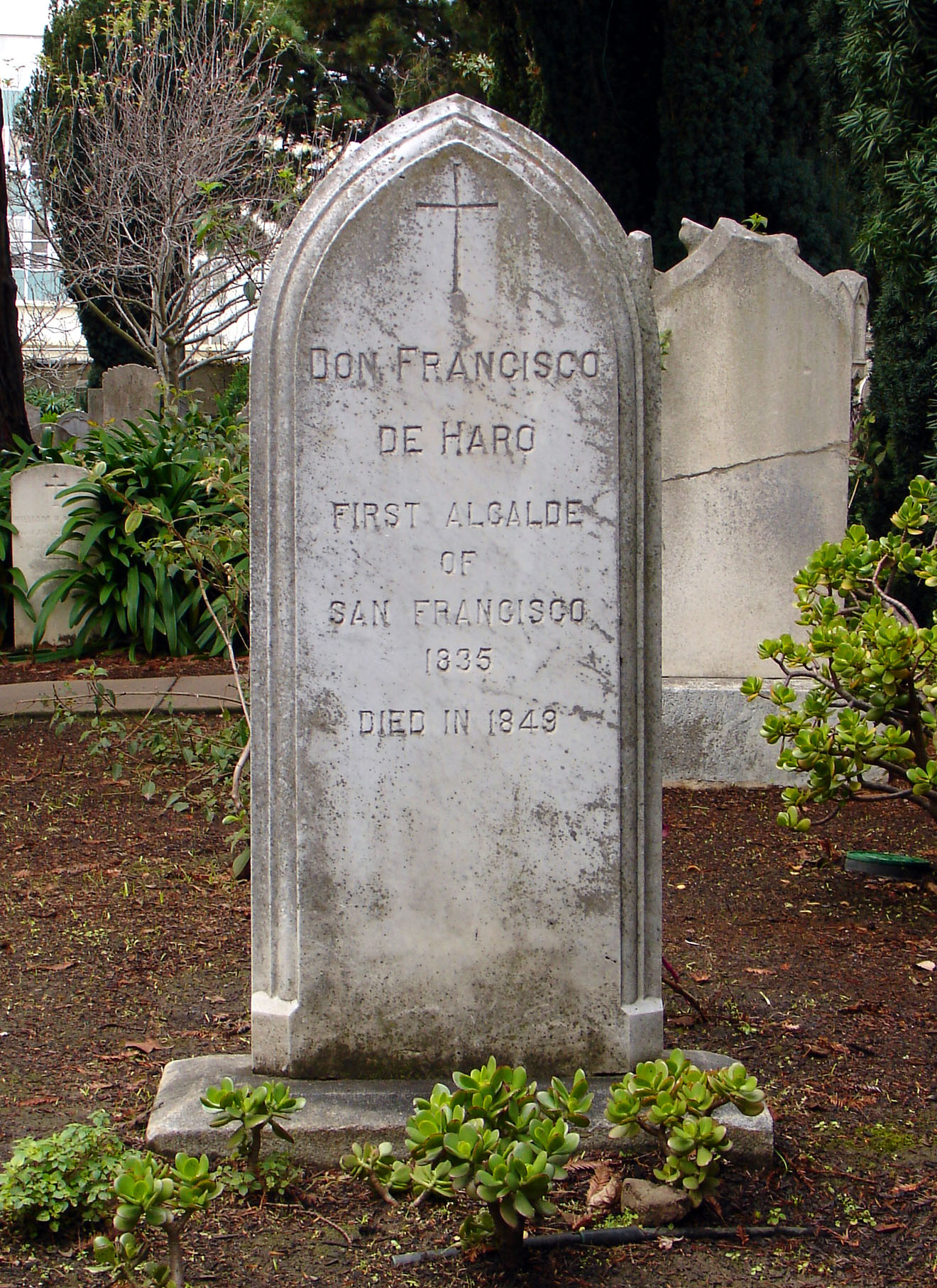
Tumba de Francisco de Haro en el cementerio Mission Dolores.

Se casó con Emiliana (Miliana) Sánchez, quien era nieta de José Antonio Sánchez, uno de los soldados de la expedición Juan Bautista de Anza de 1775. Era hermana del Alcalde Francisco Sánchez y del Alcalde José de la Cruz Sánchez. El matrimonio produjo doce hijos, incluido un par de hijos gemelos y un par de hijas gemelas. Su esposa falleció en 1842.
Los hijos gemelos de la pareja, Francisco y Ramón de Haro, beneficiarios del Rancho Potrero de San Francisco en Potrero Hill en 1844, fueron asesinados por Kit Carson a la edad de 19 años el 28 de junio de 1846, cerca de San Rafael, California, junto con su lejano primo José de los Reyes Berreyesa. Kit Carson (y potencialmente otros hombres) disparó a los 3 hombres bajo la dirección del general John C. Frémont.
Falleció el 28 de noviembre de 1849 y está enterrado en el cementerio Mission Dolores de San Francisco.

## Legado
La calle De Haro, en el barrio Potrero Hill de San Francisco, lleva su nombre. Además, los San Francisco Dons tienen una mascota llamada Don Francisco que está basada en él.